# ناحیه ریویر نوآیر
ناحیه ریویر نوآیر (به لاتین: Rivière Noire District) یک منطقهٔ مسکونی در موریس است که در موریس واقع شده‌است. ناحیه ریویر نوآیر ۲۵۹ کیلومتر مربع مساحت و ۸۰٬۹۳۹ نفر جمعیت دارد.